# セーラー服通り
『セーラー服通り』（セーラーふくどおり）は、1986年1月10日から同年3月28日までTBS系列で放送されていたTBS製作のテレビドラマである。全12話。放送時間は毎週金曜 20時00分 - 20時54分（日本標準時）。

## あらすじ
校則の厳しいことで有名な女子高校・白弓学園の生徒3人が、「つづき春」のペンネームで投稿した少女漫画が雑誌に採用される。ところが漫画に描いた先生たちのことがばれて問題化してしまう。

## 特徴
『痛快!OL通り』（1986年）、『痛快!ロックンロール通り』（1988年）など、「〜通り」の名を冠したドラマシリーズの第1作。白弓学園の厳しすぎる校則をかいくぐりながら楽しい高校生活を送るという筋立てになっており、いわゆる「桜中学シリーズ」で一世を風靡したTBSが、当時社会問題になっていた校則の問題を中心に据える社会派ドラマ的な設定を取り入れながら、同じく話題となった『毎度おさわがせします』のように、生徒側の視点からコミカルな展開の物語を目指したことが窺える。
主演は前年1985年にデビューした石野陽子（後のいしのようこ）で、彼女の連続ドラマ初主演作となった。他に、C.C.ガールズ結成前の16歳時の藤原理恵、蓮舫、ちはる、竹内力、長州力、嶺川貴子などが出演していた。
作中で、良いことがあると紺野、原、生島が言う「ラッキー、チャチャチャ、ウー」というセリフは、当時の一般にも流行した。
本作は漫画とのタイアップで、実際に少女漫画雑誌『ちゃお』に同タイトルで同時期に連載がされている。つづき春は実在の漫画家で、ドラマにそのまま名前が使われたが、メディアミックスや原作付きドラマというわけではなく、企画として同時進行させたもの。たとえば、漫画は1986年2月号（1月発売）から9月号まで続いたが、内容としてはあまりシンクロしていない。ドラマ内でも、ときおり実際の掲載誌やネーム（下書き）、生原稿などが見えるシーンがある程度。コミックスは、小学館から全2巻で発売された。
ロケは、休み中の横浜市山手にあるインターナショナル・スクール、セント・ジョセフ・インターナショナル・カレッジの校舎を使って行われた（セット撮影は緑山スタジオ内）。最終話の出演者へのインタビューで、「撮影で最も苦労したことは？」の質問に「ロケが寒かった」との発言がある。同校は2000年に廃校となった。
この番組を最後に、桜中学シリーズなどを輩出したTBS系列金曜20時台のドラマ枠は廃止。同枠はバラエティ枠へと転換され、『痛快なりゆき番組 風雲!たけし城』の放送が開始された。
本作は、CSのTBSチャンネルにおけるリクエストドラマ作品で常に上位になっており、2007年4月から同チャンネルでの再放送が決定。同年6月にも再放送された。地上波放送においても、アナログ放送時代に2度再放送されている。

## キャスト
- 紺野冬美 - 石野陽子
冬美、秋子、夏樹の「つづき春」の3人の中ではマネージャー役。頭が良くしっかり者。
- 原秋子 - 藤原理恵
3人の中で絵を担当。漫画が描けなくなったら退学も辞さないと強気。
- 生島夏樹 - 紘川淳
3人の中では原作と台詞を担当。彼氏が居り、交際も進んでいる。
- 田中義郎 - 小堺一機
美術教師で、あだ名は「ピカソ」。3人の理解者で「つづき春」の秘密を共有する。
- 花村舞子 - MIE
少女漫画界のカリスマ的存在で、冬美、秋子、夏樹も憧れている。
- 武居俊樹 - 本間優二
「ちゃお」の編集部員。「つづき春」の才能を見出す。
- 羽鳥遼二 - 野村義男
大学生で、夏樹のボーイフレンド。プロのミュージシャンを目指し、ロックバンドをやっている。
- 牛込記 - 長塚京三
武居の上司。
- 田中の母 - 初井言榮
- 近藤まさ子先生 - 井原千寿子
- 平山雪絵先生 - 高木美保
- 白石勇美蔵 - 鈴木清順
白弓女子学園校長。実際は学校経営の実践家というわけではなく、哲学者。
- 丹波敏江 - 菅井きん
白弓女子学園教頭。「清く、正しく、美しく」のモットーを重視する。
- 紺野葉子 - 大森暁美
- 早川 - 河上恭徳
- 沖田 - 竹内力
- 真理子 - 工藤真夕
- 律子 - 藤ゆうこ
- 多恵子 - 嶺川貴子
- れい子 - 斉藤蓮舫
- 生徒役 - 須賀千春
- 清原 - ルー大柴
- 長田薫 - 長州力（第3・4話ゲスト）
- いただいてます司会者 - 関根勤
「いただいています」は小堺の番組『ライオンのいただきます』のパロディで、関根は盟友小堺の真似で登場している。
- 羽鳥遼二のバンド仲間 - THE-GOOD-BYE
- レコード会社の作曲家 - 難波弘之（ミュージシャン、キーボード奏者）
- 新人歌手 - 志村香　　　以上[1]

## スタッフ
- 原案・脚本：牛次郎
- 脚本：安斎あゆ子、佐藤健
- 音楽：難波弘之
- 劇中マンガ：つづき春
- 演出・プロデューサー：浅生憲章
- 演出：田代冬彦、山泉脩
- 制作：TBS

## 主題歌・挿入歌
- 主題歌：渡辺美里「My Revolution」（EPIC・ソニー）
- 劇中歌：MIE「Dreamer」（CBS・ソニー）

## 放送日程
最終話を除き、「○○・ハートマーク・ほしい」が各話サブタイトルの定型句となっている。
| 話数   | 放送日        | サブタイトル            | 脚本              | 演出     |
| ------ | ------------- | ----------------------- | ----------------- | -------- |
| 第1話  | 1986年1月10日 | オトコの子♥ほしい       | 牛次郎 安斎あゆ子 | 田代冬彦 |
| 第2話  | 1986年1月17日 | お部屋♥がほしい         | 安斎あゆ子        | 田代冬彦 |
| 第3話  | 1986年1月24日 | ファーストラヴ♥がほしい | 牛次郎 安斎あゆ子 | 浅生憲章 |
| 第4話  | 1986年1月31日 | スクールラブ♥ほしい     | 牛次郎 安斎あゆ子 | 山泉脩   |
| 第5話  | 1986年2月07日 | ハレー彗星♥ほしい       | 安斎あゆ子 佐藤健 | 田代冬彦 |
| 第6話  | 1986年2月14日 | DREAM♥ほしい            | 安斎あゆ子        | 田代冬彦 |
| 第7話  | 1986年2月21日 | 結婚式♥ほしい           | 安斎あゆ子        | 山泉脩   |
| 第8話  | 1986年2月28日 | 同棲♥ほしい             | 安斎あゆ子        | 山泉脩   |
| 第9話  | 1986年3月07日 | 温泉♥ほしい             | 安斎あゆ子        | 田代冬彦 |
| 第10話 | 1986年3月14日 | アイドル♥ほしい         | 安斎あゆ子        | 浅生憲章 |
| 第11話 | 1986年3月21日 | 友情♥ほしい             | 安斎あゆ子        | 田代冬彦 |
| 最終話 | 1986年3月28日 | さよなら♥ほしくない     | 安斎あゆ子        | 山泉脩   |

## 関連文献
- 牛次郎『セーラー服通り』〈日音books〉、日音、1986年3月5日。